# Susan Buck-Morss
Susan Buck-Morss es una pensadora interdisciplinar estadounidense, formada como filósofa e historiadora intelectual. Se ha interesado en particular por Walter Benjamin y Theodor Adorno. Ha sido profesora del programa de Gobierno en la Universidad de Cornell y del centro de posgrado en la Universidad de la Ciudad de Nueva York.
Como profesora se ha interesado en la teoría crítica, teoría literaria y de cultura visual, en filosofía continental, islamismo, filosofía política occidental, teorías sobre el nacionalismo y la globalización, teorías de la modernidad y modernidades alternativas, y en estudios visuales. En Cornell fue directora de Estudios Visuales y profesora de los programas de Gobierno, Historia del Arte, Estudios Alemanes. Obtuvo un doctorado en la Universidad de Georgetown en 1975 en historia intelectual europea. También cursó estudios de posgrado en filosofía, sociología y psicología en la Universidad Johann Wolfgang Goethe.

## Publicaciones
La siguiente es una lista de libros publicados y traducidos al español. Para ver otras publicaciones consulte su página web.
- Hegel, Haiti, and Universal History, 2008, University of Pittsburgh Press.
- Hegel y Haití: La dialéctica amo-esclavo, una interpretación revolucionaria, 2005, Buenos Aires: Grupo editorial Norma.
- Thinking Past Terror: Islamism and Critical Theory on the Left, 2003, New York: Verso.
- Dreamworld and Catastrophe: The Passing of Mass Utopia in East and West, 2002, The MIT Press.
- Mundo soñado y catástrofe: la desaparición de la utopía de masas del Este y Oeste, 2005, Madrid: A. Machado libros.
- Fugitive Sites: inSITE2000/01 New Contemporary Art Projects for San Diego/Tijuana. Installation Gallery. Curator. Edición bilingüe (inglés, español).
- Dialectics of Seeing: Walter Benjamin and the Arcades Project, 1991, MIT Press.
- Dialéctica de la mirada: Walter Benjamin y la dialéctica de los pasajes, 1995, Madrid: Visor.
- Origins of Negative Dialectics, 1979, Free Press.
- El origen de la dialéctica negativa. 1981, Siglo XXI editores.